# Ulsan Airport
Ulsan Airport är en flygplats i Sydkorea. Den ligger i den sydöstra delen av landet, 300 km sydost om huvudstaden Seoul. Ulsan Airport ligger 13 meter över havet.
Terrängen runt Ulsan Airport är kuperad åt nordost, men åt sydväst är den platt. Runt Ulsan Airport är det mycket tätbefolkat, med 2 521 invånare per kvadratkilometer. Närmaste större samhälle är Ulsan, 7,0 km sydväst om Ulsan Airport. I omgivningarna runt Ulsan Airport växer i huvudsak blandskog.